# Росити, Ак Хафий Таджуддин
Ак Хафий Таджуддин Росити (араб. أك حافي تجدين روستي‎; 4 июля 1991, Бандар-Сери-Бегаван) — брунейский легкоатлет, специализирующийся в беге на 400 метров.  Участник Олимпийских игр.
На соревнованиях мирового уровня дебютировал в 2011 году на чемпионате мира в Корее. Там на четырехсотметровке он занял последнее, 36-е место, став единственным, кто не смог пробежать дистанцию быстрее 50 секунд. На чемпионате мира 2012 года в помещении установил национальный рекорд Брунея — 51.02, но завершил выступления в первом раунде.
На лондонской Олимпиаде показал на четырехсотметровке время 48.67, установив личный рекорд. Занял в своём забеге последнее место и прекратил борьбу уже на первом этапе.
Также принимал участие на чемпионате мира в Москве. На нём он показал результат 49.98, став седьмым в своём забеге.